# Salpis penai
Salpis penai là một loài bướm đêm trong họ Geometridae.